# 童軒
童軒（1425年—1498年），字士昂，江西饒州府鄱陽縣人，民籍，明朝官員。

## 生平
應天府鄉試第六十七名。景泰二年（1451年）辛未科會試第四十六名，殿試登進士第二甲第七十一名。
初授南京给事中，升都给事中。成化初年，调浙江寿昌（今建德南）知县，升云南按察司佥事，提督云贵学政。童轩熟知天文历法，当时钦天监官员在天文历法常常出错，景泰十年（1474）召为太常寺少卿，掌钦天监事，景泰十五年升太常寺卿，景泰十九年辭歸。
弘治四年迁南京吏部右侍郎。弘治七年升礼部尚书，十年致仕歸里，弘治十一年（1498年）二月十九日卒於家，享年七十四歲。

## 家族
永乐初，因家學精於天文，召入南京钦天监。祖父童元凱。祖父童金友。父童碧瑄。
董軒身後，遺腹生一子，預命名曰紫芝。